# 엘 카스티요 (치첸이트사)
엘 카스티요(El Castillo)는 멕시코 유카탄 반도 치첸이트사의 중앙에 위치한 메소아메리카식 피라미드로, 쿠쿨칸의 신전으로도 불린다. 고고학자들은 이 건물을 치첸이트사 건물 5B18이라고도 부른다. 
엘 카스티요는 마야 문명에 의하여 기원후 8세기 - 12세기 경에 지어진 것으로 파악되며, 마야의 신 쿠쿨칸에게 바쳐진 것으로 추정된다. 쿠쿨칸은 깃털 달린 뱀신으로, 아스텍 제국의 케찰코아틀, 메소아메리카의 타 뱀신들과 유사하다.  
엘 카스티요는 여러 개의 사각형 테라스들이 겹쳐 쌓아 올려져 있고, 사면에 계단이 나있어 정상의 신전으로 올라갈 수 있는 구조이다. 북쪽 계단의 발치에는 뱀의 머리 조각이 장식되어 있으며, 마치 뱀이 정상으로부터 꿈틀거리며 내려오는 듯한 인상을 준다. 춘분과 추분 즈음에 석양이 피라미드의 북서쪽 사면을 비출때, 이 조각들이 삼각형의 그림자들을 만들고, 이걸 아래에서 바라보면 마치 날개 달린 뱀이 정상에서 내려오는 환상을 불러 일으킨다. 이 현상은 매우 유명하며, 이 시기가 되면 수 천명의 관광객들이 이 곳을 찾는다. 다만 이 같은 착시 효과가 의도적으로 고안된 것인지에 대해서는 논란이 있는데, 이 그림자 착시 효과가 굳이 정확한 춘분과 추분 날짜에 일어나는 것이 아니라, 그 주변 몇 주동안 계속 관찰할 수 있기 때문이다. 피라미드 계단에는 1개당 총 91개의 단이 있고, 4면의 단 수를 모두 합하면 총 365개의 단이 만들어져 있다.(남쪽 사면의 계단은 침식되어 그 수가 줄었다.) 이는 1년의 일수와 정확히 들어맞는데, 마야인들의 뛰어난 천문 기술을 보여주는 것으로 사료된다. 
엘 카스티요의 높이는 30m이고, 정상의 신전의 높이는 약 6m이다. 신전의 바닥면은 한 면이 약 55.3m이다. 

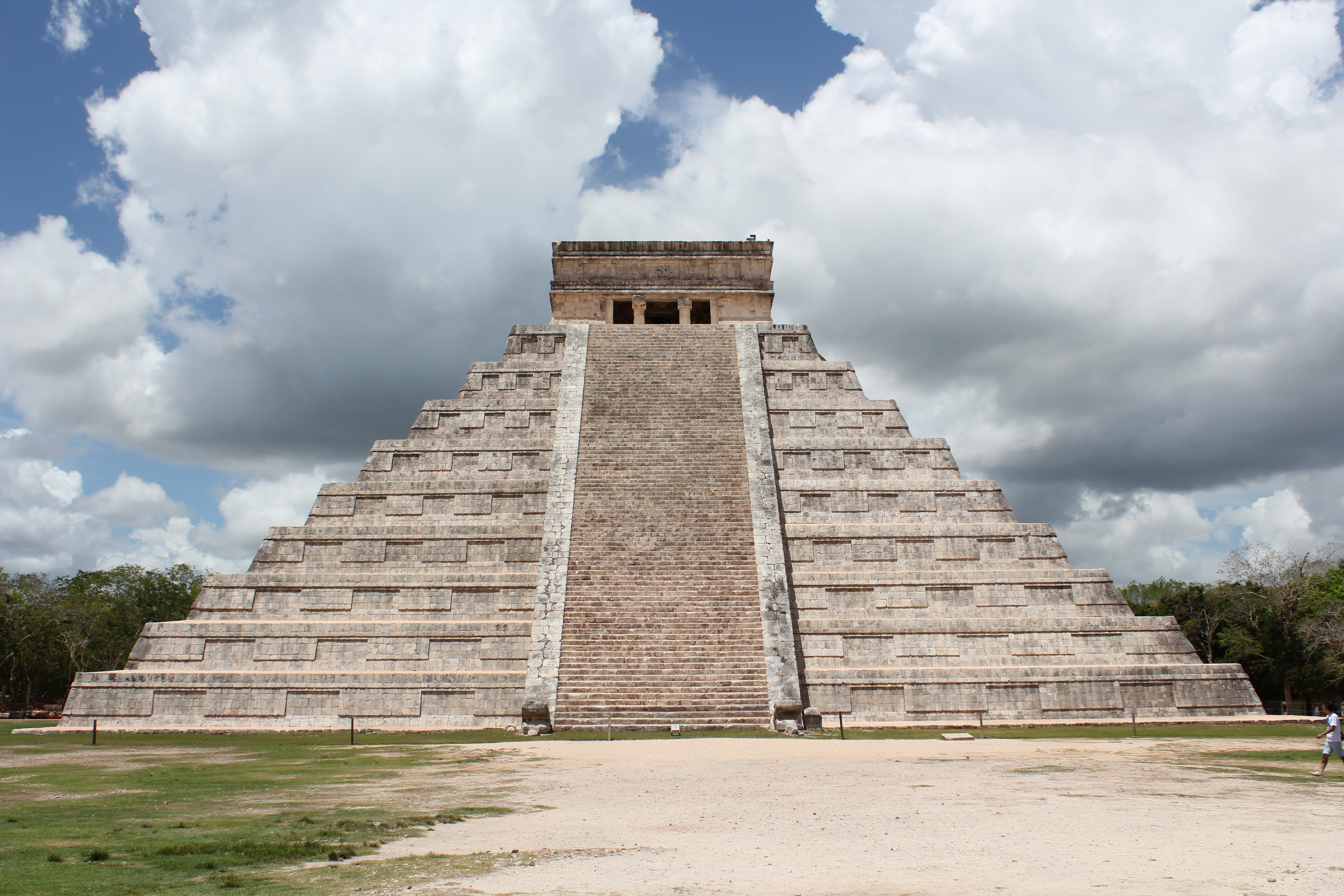
엘 카스티요의 정면

## 건설
엘 카스티요는 다른 메소아메리카 지방의 피라미드들과 유사하게, 옛 건물에 새로운 건물을 덧씌우는 방식으로 만들어졌다. 현재 우리가 볼 수 있는 신전은 약 AD 900-1000년 경에 이루어졌을 것으로 추정되며, 그 아래에 묻혀있는 옛 신전은 약 AD 600-800년 경에 지어진 것으로 예측된다. 고고학계의 연구에 의하면, 엘 카스티요는 당시 마야인들이 '세계축'이라고 여기던 곳에 세워진 것으로 여겨진다. 세계축이란 우주의 중심을 이루는 축으로, 그 장소에 무엇이 세워져 있든 간에 이에 상관하지 않고 그 장소 자체가 신성한 것으로 떠받들어졌다. 새로운 건물들이 만들어지면, 옛 신전이나 건물들은 그 장소의 신성함을 보전하기 위하여 의례적으로 파괴되었다. 이러한 관습은 11세기부터 전해져 내려온 것으로 추정된다. 현재의 피라미드 밑에 묻혀있는 옛 피라미드는 통칭 '기반시설'이라고 불린다. 

## 내부
1566년, 스페인의 주교 디에고 데 란다는 유카탄 반도의 신전들을 보고 느낀 경험들을 기록해 보관하였다. 이후 거의 3세기가 흘러서야 존 로이드 스티븐스는 1843년에 출판된 그의 저작 '유카탄 반도 여행에서의 사건들'에서 엘 카스티요의 내관을 더더욱 자세히 묘사했다. 당시 치첸이트사는 사유지였으며, 후안 소사라는 사람이 소유하고 있었다. 프레드릭 캐서우드는 피라미드의 사면이 모두 무성한 잡초와 식물들로 덮여있는 모습을 그려 넣었으며, 20세기 초반에 찍힌 사진들 몇몇 장들도 엘 카스티요의 사면들 일부가 여전히 식물들에 의해 덮여있는 모습을 보여주고 있다. 1924년, 워싱턴의 카네기 재단은 멕시코 정부에게 엘 카스티요 주변을 조사하고 발굴할 권한을 요청했으며, 1927년에 멕시코 고고학자들의 도움을 얻어 작업을 실시할 수 있었다. 1931년 4월에는 한 상형문자 비석을 해독, 현재의 엘 카스티요가 더 오래된 피라미드 위에 덮어 씌워진 것이라는 은유를 얻어냈고, 이 때 이 가설에 힘입어 엘 카스티요를 본격적으로 파헤치는 작업에 착수하였다. 1932년 6월 7일, 발굴단은 산호, 옥, 흑요석과 인간의 유해가 담긴 상자를 발견했다. 현재 이는 멕시코시티의 국립 인류학 박물관에 보관되어 있다.
엘 카스티요는 물이 찬 공동, 즉 싱크홀 혹은 세노테 위에 자리잡고 있다. 고고학계는 초기 피라미드들은 지금의 위치보다 더 동남쪽 세노테에 가깝게 위치했을 것이라고 추정하며, 이처럼 붕괴의 위험을 고려하면서까지 일부러 신전을 세노테 옆에 지어둔 것은 마야인들이 의도적으로 신전의 위치를 그렇게 잡았다는 것뿐만 아니라, 당시 세노테를 지극히 신성시하였다는 설을 뒷받침한다.

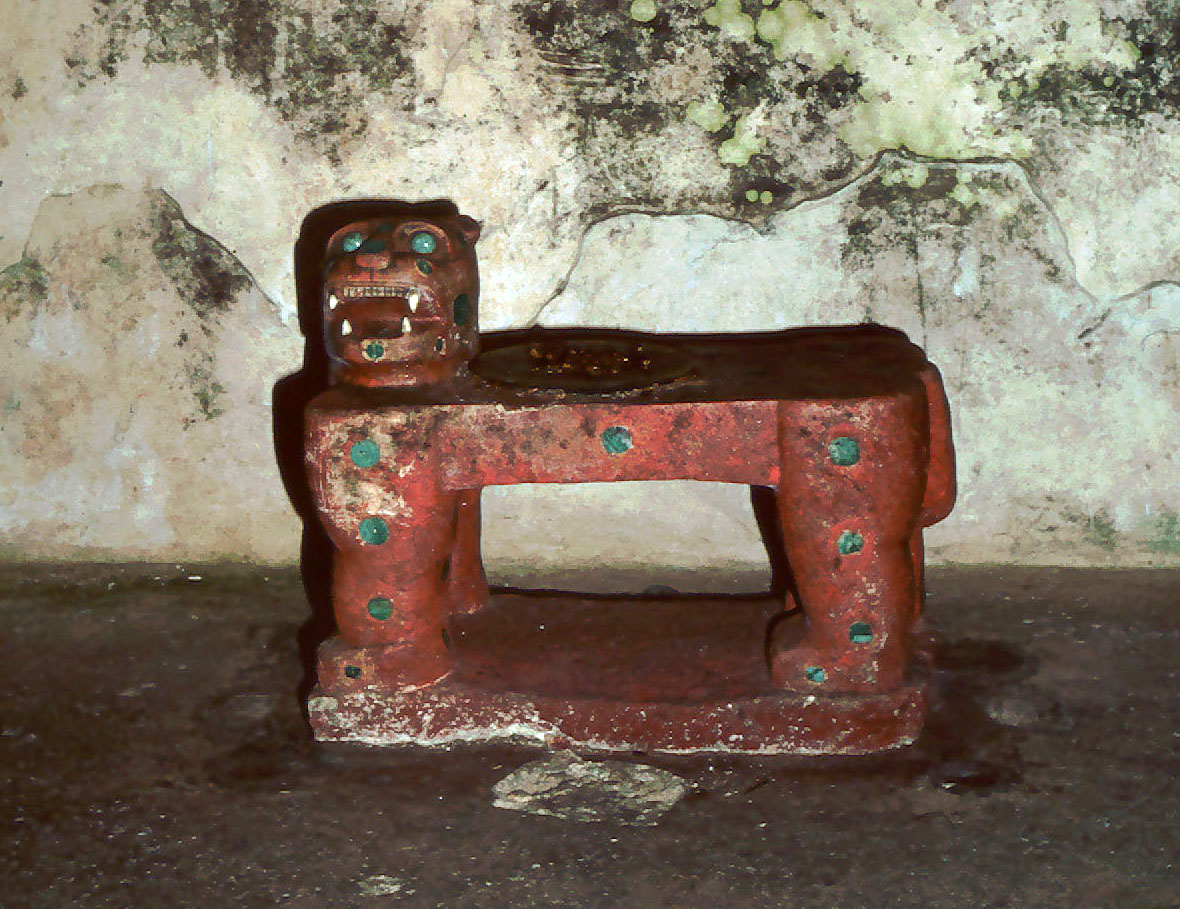
재규어 왕좌

1935년 4월, 피라미드 내부에서 손톱과 이빨, 눈이 진주로 마감된 차크물(Chacmool)이 발견되었다. 이 유물이 발견된 방은 이후 '제물의 방', 혹은 '북쪽 방'이라고 불리게 되었으며, 약 1년 여의 시간이 더 흐른 뒤에는 첫 번째 방에서 몇 미터 떨어지지 않은 곳에서 두 번째 방이 발견되었다. 이 방은 이후 '희생의 방'이라고 불리게 되었으며, 붉은색 재규어 왕좌와 벽에 기대진 채로 놓여있는 사람의 뼈 2줄을 발견하였다. 이 인간 유해는 둘다 북동쪽을 바라보게 배치된 것으로 판명되었으며, 연구자들은 추가 조사를 통하여 지금의 피라미드 아래에 바닥길이 33m, 9층의 테라스로 이루어져 있고 높이는 약 17m인 지금과 비슷한 옛 피라미드가 있었을 것으로 밝혀냈다. 이 희생의 방의 바닥이 이 옛 피라미드의 꼭대기 부분이었다는 것이다.
붉은색 재규어 '왕좌'가 방 내부에서 발견됨에 따라, 고고학자들은 이 곳이 당시 왕권의 상징이었던 옥으로 된 초록색 원판들로 장식되어 있었을 가능성이 높다고 생각했다. 하지만 이후 조사에 밝혀진 바에 따르면, 이 왕좌는 실제로 사용하기에는 지나치게 귀한 재료들로 만들어졌기에, 거의 상징적인 역할을 했을 것으로 추측하고 있다. X레이를 통한 연구 결과에는 이 왕좌가 진사(황화수은:HgS)가 포함된 적색 염료로 칠해졌는데, 진사는 치첸이트사 주변에서 전혀 나지 않는 광물이기에 이를 들여오기 위해서는 먼 곳에서부터 해상 교역을 통하여 힘든 과정을 거쳐야 했을 것이다. 또한 적색은 마야 문명에서 죽음과 부활을 상징하는 고귀한 색이었고, 특히 귀한 동물로 여겨졌던 재규어를 붉은색으로 칠해놓은 것은 신전을 봉인한다는 의식적인 의미가 깃들어 있다는 것이다. 재규어 상에 달려있는 4개의 어금니를 국립 인류학 역사 학회에서 마이크로 현미경과 비교분석을 거쳐 확인한 결과, 소라의 껍데기를 갈아 만든 것으로 밝혀졌다. 이는 치첸이트사로 교역이 원활했다는 것을 증거한다. 왕좌에 박힌 녹색 돌들은 옥인데, 마야 문명에서 옥은 가장 희귀한 광물들 가운데 하나였고, 이 왕좌에 쓰인 최상급 품질의 옥 또한 멀리서부터 수입해 온 것이다. 
고고학자들은 이 재규어 왕좌가 타 신전들의 부조와 벽화들에 새겨져 있는 왕좌들과 그 외형이 상당히 흡사함을 인지했고, 이 자리에 앉았던 사람은 아마도 최고 대사제나 왕이었을 것이라고 추측했다. 이 자리는 세계의 중심을 상징했으며, 자리에 앉는 인물은 우주적인 연결을 조정하고 자연을 통제하는, 일종의 신적인 존재로 떠받들어졌을 것이다. 그리고 왕좌에 죽음과 지하세계를 상징하는 요소들을 찾아볼 수 있는 것과 애초에 이 방이 굳게 벽으로 가로막혀있었던 것으로 보아, 이 왕좌는 일종의 봉인을 상징하는 것으로 여겨지고 있다.  

## 사진

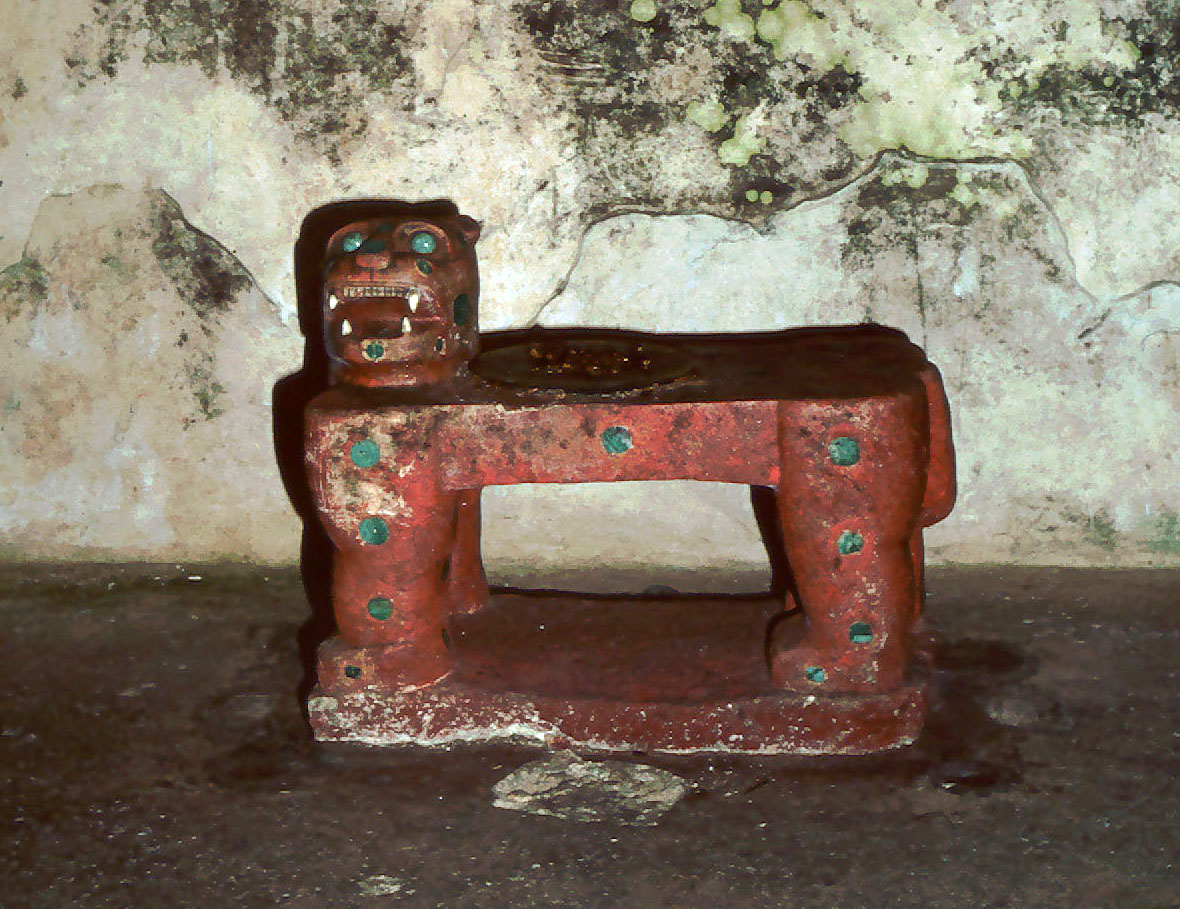
붉은 재규어 왕좌
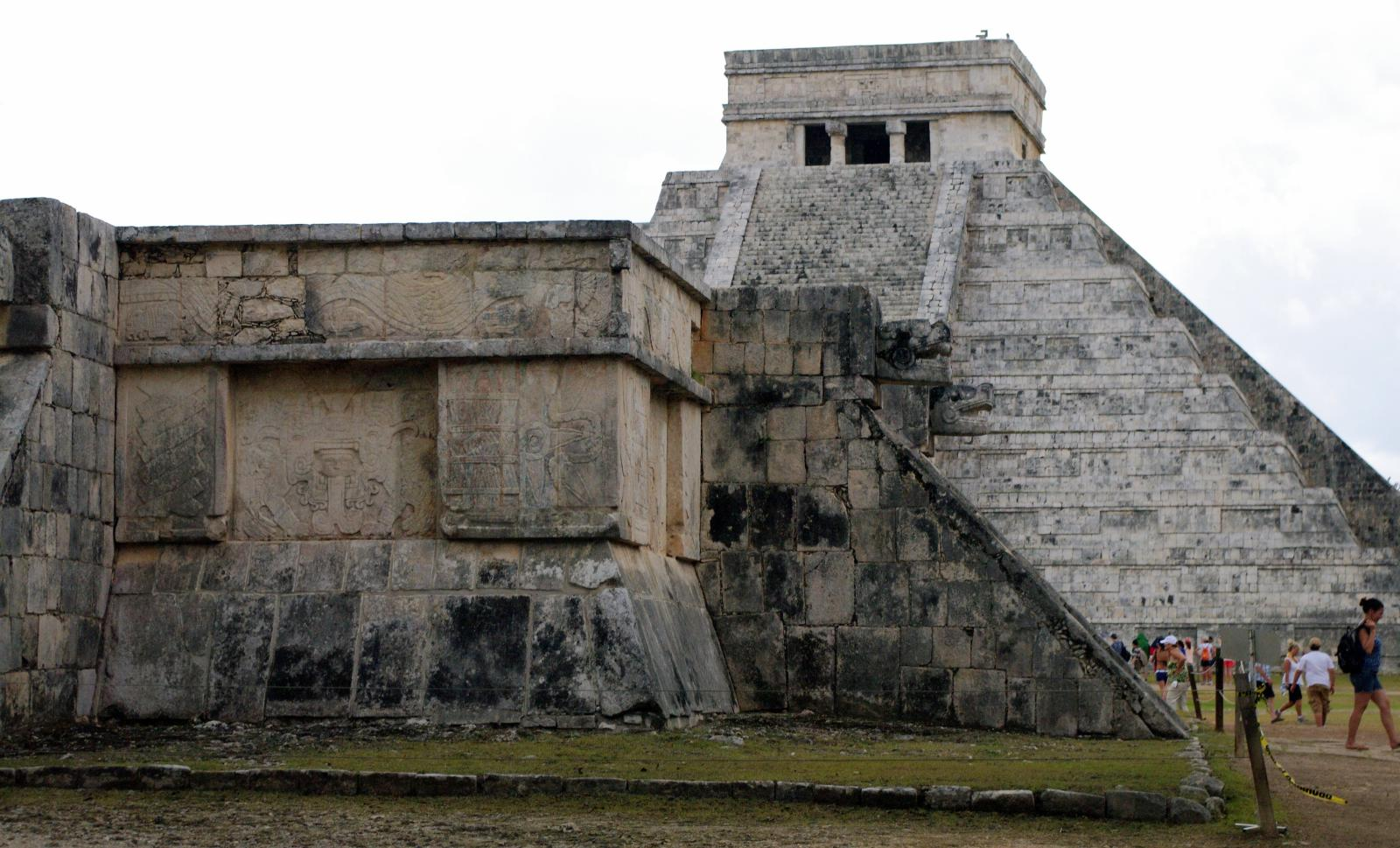
금성의 제단과 엘 카스티요
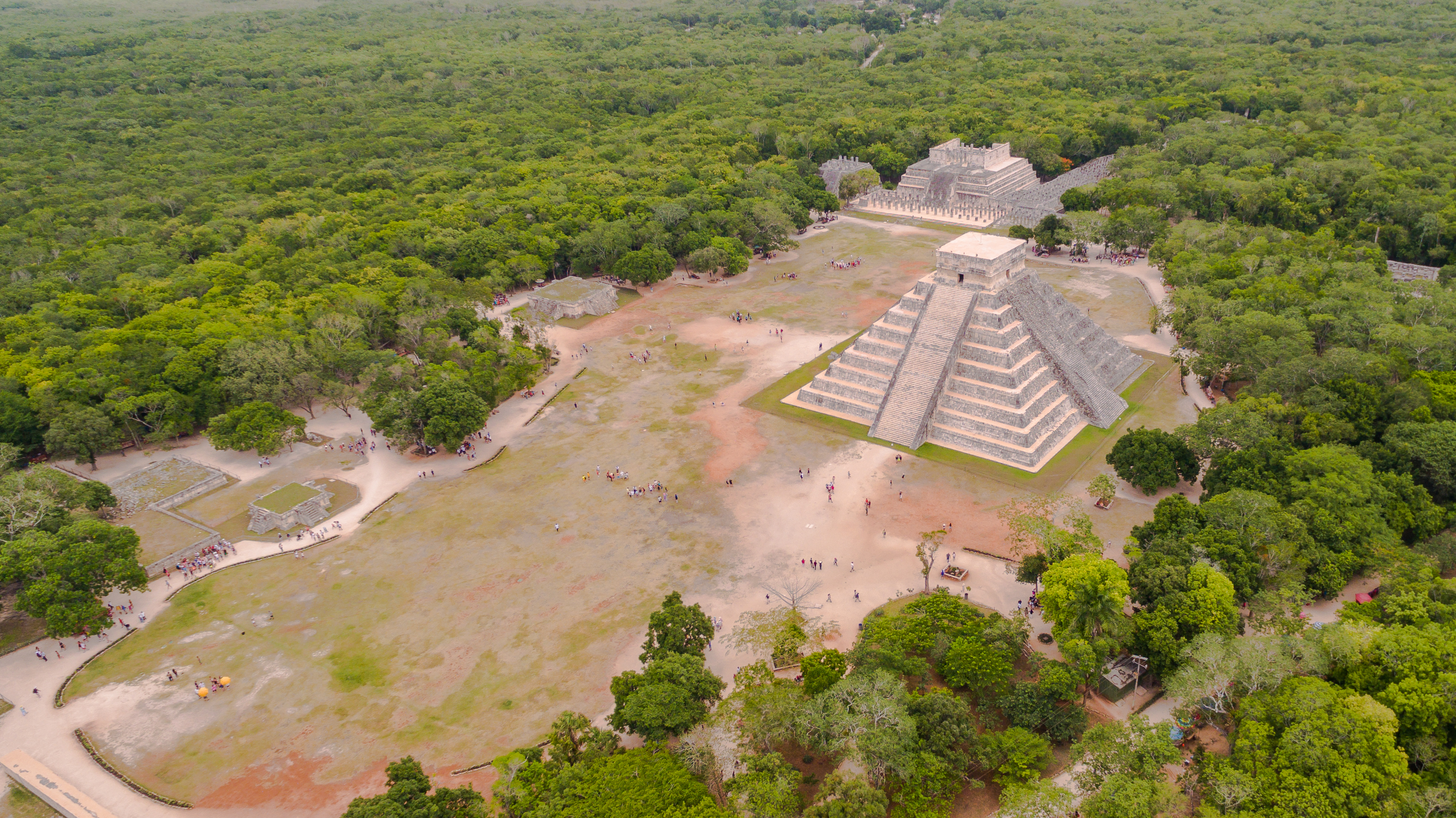
공중에서 바라본 엘 카스티요
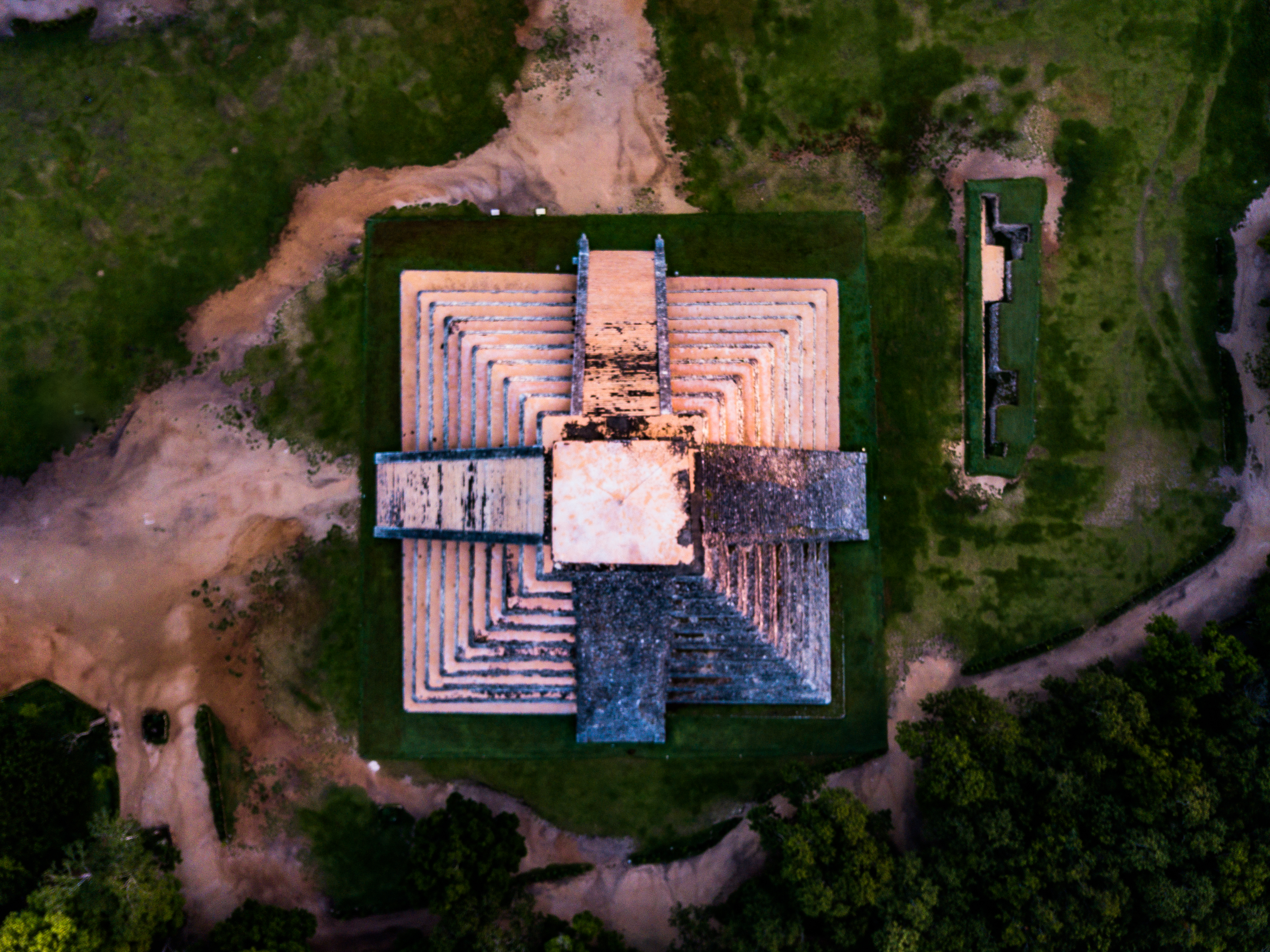
위에서 바라본 모습
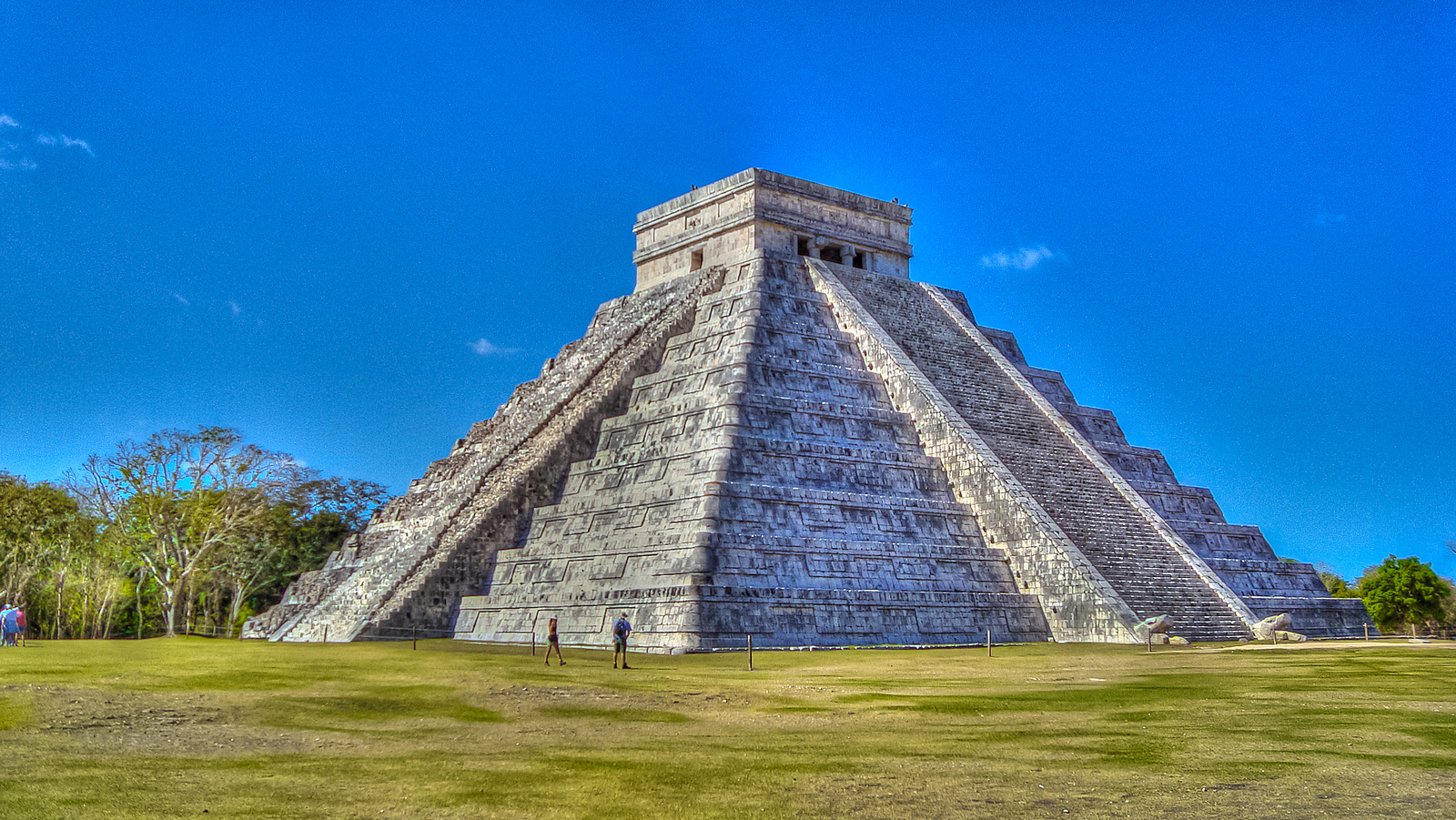
카스티요
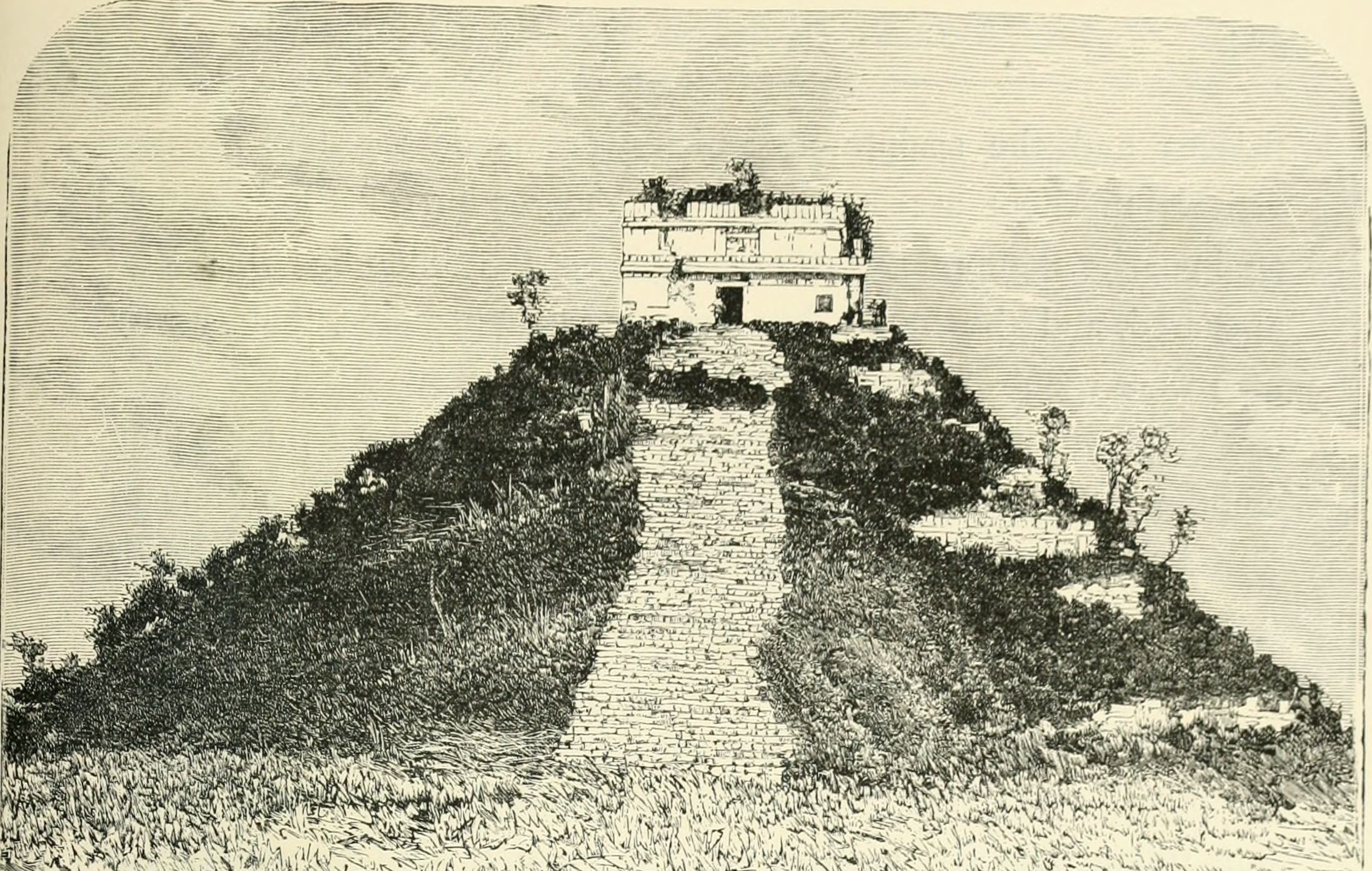
19세기 엘 카스티요